# Ким Екдал ду Риц
Ким Екдал ду Риц (швед. Kim Ekdahl Du Rietz; Лунд, 23. јули 1989) шведски је рукометаш и репрезентативац који тренутно игра за француског прволигаша Париз Сен Жермен на позицији левог бека.
Сматран је великим талентом шведског рукомета. Још као 16−годишњак почиње играти за Луги у којем је играо све до 2011. године када је прешао у Нант. Након једне сезоне проведене у Нанту, 2012. је прешао у Рајн–Некар Левен за којег је играо све до 2018. На лето 2018. је постао нови члан Париз Сен Жермен.
Са 18 година је заиграо за сениорску репрезентацију. Са Шведском је освојио сребрену медаљу на Олимпијским играма 2012. у Лондону.

## Клупски профеји

### Рајн–Некар Левен
- ЕХФ куп: 2013.
- Првенство Њемачке: 2016, 2017.
- Суперкуп Њемачке: 2016.

### Париз Сен Жермен
- Првенство Француске: 2019.
- Лига куп Француске: 2019.